# Christine Herbst
Christine Herbst (Dresda, 19 luglio 1957) è un'ex nuotatrice tedesca orientale.

## Carriera
Fece parte della staffetta che vinse la medaglia d'argento nella 4x100m misti alle Olimpiadi di Monaco di Baviera 1972.

## Palmarès
- Giochi olimpici estivi

Monaco di Baviera 1972: argento nella 4x100m misti.